# Mike Powell
Michael »Mike« Anthony Powell, ameriški atlet, * 10. november 1963, Philadelphia, ZDA.
Powell je nekdanji tekmovalec v skoku v daljino, aktualni svetovni rekorder, dvakrat olimpijski podprvak in dvakrat svetovni prvak v tej disciplini.
Na poletnih olimpijskih igrah je nastopil v letih 1988 v Seulu, 1992 v Barceloni in 1996 v Atlanti. V letih 1988 in 1992 je postal olimpijski podprvak, leta 1996 pa je osvojil peto mesto. Na svetovnih prvenstvih je osvojil dva naslova prvaka v letih 1991 in 1993 ter bronasto medaljo leta 1995. 30. avgusta 1991 je v Šindžukuju pri Tokiu postavil še vedno veljavni svetovni rekord v skoku v daljino z 8,95 m. S tem je za pet centimetrov izboljšal rekord Boba Beamona iz leta 1968.